# Saedeleeria
Saedeleeria es un género de foraminífero bentónico de la subfamilia Allogromiinae, de la familia Allogromiidae, del suborden Allogromiina y del orden Allogromiida. Su especie tipo es Gromia gemma. Su rango cronoestratigráfico abarca el Holoceno.

## Clasificación
Saedeleeria incluye a la siguiente especie:
- Saedeleeria gemma